# 百變金剛 (影集)
《野獸戰爭》（Beast Wars，後改名為Beast Wars: Transformers）是改編自美國孩之寶公司之子公司肯納製品與日本玩具製造商TAKARA（タカラ，現TAKARA TOMY）合作推出的變形金剛產品線同名玩具產品系列的卡通影集，由加拿大的動畫公司 Mainframe 娛樂公司所製作，為早期利用全3D電腦動畫所繪製的影集先驅之一，於1996年播映至1998年。其影集總共分為三季，一共52集。播映結束之後，續篇《野獸機器》（Beast Machines）於1999年播映。
故事內容是敘述「極限動物」（Maximals，又譯極限動物，香港译为密斯武）與「掠獸金剛」（Predacons，又譯掠食金剛，香港译为巴達干）兩方在史前地球上所展開的戰鬥。

## 劇情概要
在賽博創星球內戰結束，數世紀後的某一日，一名自稱恐龍王（Megatron）的掠食金剛罪犯偷走了一個稱為「金碟」的重要文物，並奪取了戰艦「黑暗星艦艦」（Dark Side, The）。為了追捕恐龍王，最高議會將這個任務指派給距離事發地點最近的太空探索船「亞克薩隆」（Axalon）。船長金剛王（Optimus Primal）在接收任務後便展開了對恐龍王的追捕行動。在進行了時空跳躍航行之後，雙方艦艇在一個不知名的行星的軌道上方展開了交火、被擊中後各自墜落到這不知名的星球上。
當時星球表面上的能源場極為強大，為了避免造成能源場對自身造成傷害，雙方成員紛紛掃描了該星球上的生物基因、可以從機器人模式變形成為野獸模式，自此雙方便在星球上展開一連串戰鬥_____野獸戰爭(Beast Wars)。
隨著時間的過去，眾人逐漸發現這個不知名的星球便是史前時代的地球，而恐龍王的目的在於要找出沉睡的博派母船「方舟」（Ark），進而摧毀進入停滯狀態的柯博文來改變歷史。

## 主要角色

### Maximals - 強大獸/ 密斯姆人
金剛王(Optimus Primal)
香港翻譯為，台灣翻譯是金剛王，中國大陸則譯為黑猩猩队长/ 黑猩猩
野獸模式為掃描史前地球上的大猩猩，武器包括一對肩炮、手壁內建的火炮和兩把彎刀。
第二季金屬變體(Transmetals)化後，腳部可變為滑板來飛行
第三季成為神火金剛王(Optimal Optimus)，還能夠變為噴射機和兩棲突擊載具。
身高2公尺，出力100萬馬力，亞克薩隆（Axalon）號的隊長，強大獸的領袖。也是柯博文的直系後裔。金剛王本來是科學研究艦隊的艦長之一，他和組員最初的真正使命是去探索宇宙中遼闊的星域。恐龍王偷走神聖的金盤後，金剛王臨危受命帶領船員駕駛太空探索船亞克薩隆（Axalon）號飛船前去追捕亂黨。被迫參與軍事行動的金剛王也因此再次證明了他不僅是一名勇敢的戰士，還擁有極大的同情心、忠誠和榮譽感。每次與掠奪獸戰鬥，他都在槍林彈雨中身先士卒。
金剛王的優點也時常會變成他的缺點。
大灰鼠(Rattrap)
香港翻譯為，臺灣翻譯為大灰鼠，中國大陸則翻譯為老鼠勇士/ 老鼠。
野獸模式是掃描地球上的老鼠，武器包括手枪和炸藥
第二季金屬變體(Transmetals)化後，動物型態的背上附有輪胎，可變形為四輪老鼠跑車。
亞克薩隆（Axalon）號的老兵，是個精通機關陷阱的高手。滑頭、狡獪、投機取巧，一出事動不動就說：『我們都死定了！』(We're all gonna die.)和得理不饒人的找碴常常惹惱大家。
極度不信任掠奪獸，他的至理名言為：『生是掠奪獸死也只會是掠奪獸。』(Onece a pred always a pred.)。動不動就和掠奪獸出身的魔龍挑起爭執、也因此桶過不少簍子，連最年輕的豹子都忍不住吐槽倒底誰幼稚。
雖然是個嘴碎又愛抱怨的討厭鬼，大灰鼠仍舊每一次都能順利完成任務、在金剛王不在的時候帶領好整個團隊，是個瑕不掩瑜的喜劇角色。
Rhinox
香港翻譯為，臺灣翻譯為犀牛，中國大陸譯為。
野獸模式為掃描古代地球上的犀牛，武器是一對四筒機槍。其具有精通軟硬體等等設備的特長。
亞克薩隆（Axalon）號中的技術科學家，也是少數三季都沒產生變異化的變形金剛。
犀牛冷靜的性格和沉著睿智的頭腦，不但是金剛王最為信賴、排憂解難的副手；除了老鼠和豹子的欽佩，魔龍對犀牛也相當服氣。
屢屢在同伴有難時出手救援；將金剛王自超時時空中救回、在大家遭受能量汙染失明時坐鎮指引大家對抗掠食金剛、為平衡艙爭取取道足夠時間讓神鷹誕生。也替黑蜘蛛動過驅除外殼程式的手術。
Cheetor
香港翻譯為，臺灣翻譯為豹子，中國大陸則譯為黄豹勇士/ 黄豹。
野獸模式為掃描地球上的獵豹，武器是一把手枪。
第二季金屬變體(Transmental)化後的野獸模式兩側有推進器，可以飛行；機器人模式雙手合併可以發射能源彈，尾巴可以當鞭子。
第三季金屬變體二代(Transmental II)變身後的野獸模式是類似劍齒虎和金屬機械的融合體，機器人模式為野性巨大的金屬貓人，性格也從孩子轉變成青年。
亞克薩隆（Axalon）號上的偵查兵和最年輕的變形金剛，甚至比亞克薩隆（Axalon）號上攜帶的平衡艙裡的多數原生體還年輕；不亞於貓的好奇心、難以預測的魯莽性格常常讓他一頭栽進危險中、惹上麻煩，但是他也同時不斷的在這些歷險犯難中學習蛻變，是一個貫穿全劇並真正隨著劇情發展而成長的角色。
在尚未選擇獵豹作為野獸模式前，豹子就是亞克薩隆（Axalon）號上速度最快的變形金剛並引以為豪。
雖然魯莽稚嫩是豹子的缺點，但是他也有很強的正義感、忠誠、善良，和無私。他和每一個變形金剛都有著情誼；對金剛王有著父親般的景仰，信賴欽佩犀牛的智識能力，和老鼠時常調侃鬥嘴，白虎是同為貓科動物的好兄弟和前輩，神鷹是宛若手足的存在，也和魔龍成為了朋友。
唯一不算好的緣分，是銀閃電和黑蜘蛛(思春期)。
豹子似乎有某種程度的靈能力；模糊的的未知先卜(通常是惡夢的方式顯現)、心靈感應，也和『火種』有著不可思議的連結。
魔龍(Dinobot)
港譯：，臺譯：陸譯：恐龙勇士/ 恐龙。
野獸模式是迅猛龍 ／ 伶盜龍，武器則包含眼部雷射光、鱗片螺旋劍和旋轉尾巴盾牌。
孤傲的戰士，他原本是一名掠奪獸，但當他認為掠奪獸們所到達的不是地球時，他企圖奪取掠奪獸的的領導權，失敗後他加入了強大獸。最初他沒有得到強大獸們的信任，但不久他就用行動證明了他是強大獸的一員。性格在加入強大獸後漸漸有了轉變。他明知按照金盤上的記載，是人類在未來幫助了博派打敗了狂派，所以如果恐龍王消滅了人類，那麼未來就會改寫，狂派陣營就不會戰敗。而自己雖然歸順了強大獸，但自己的火種畢竟是屬於掠奪獸的。最後當恐龍王來到早期人類誕生的峽谷想消滅人類時，魔龍毅然選擇了獨自對付6個掠奪獸，阻止恐龍王消滅原始人，也可以說這是在促使未來狂派戰敗，但最後魔龍以一敵六，終因能量耗盡而亡，他像他希望的那樣在戰鬥中英勇地死去了，目的是為了博派未來能夠打敗狂派，幫助正義一方取勝。後來，恐龍王用他的DNA和原生體X（艾斯）的另一半火種複製了一個金屬變體的魔龍。在最後一戰中，複製魔龍找回了自我，幫助金剛王打敗恐龍王，自己也隨著報應號的墜毀而犧牲。
Tigatron
香港翻譯為，臺灣譯為老虎 / 白虎，中國大陸譯為。
野獸模式是孟加拉白虎，武器是手槍和冷凍彈。
掉落到史前地球的平衡艙之一，來到地球後愛上了地球的大自然，相當尊重大自然。他曾經說：「雖然我是機器人，但我有著白虎的靈魂」比起其他夥伴，白虎相當適應自己的野獸型態，可以長時間維持在野獸型態，也不會被野性化，甚至教導其他夥伴，如何讓野獸型態和機器人模式和平共處，進而開發更強大的戰鬥力。於第一季中後期有很重的戲份。在飞剑出現後，兩人常一起行動，朝夕相處日久生情，成為一對戀人。在第二季初期，兩人被沃克捕獲，直到第三季末，才以虎鷹的姿態重回強大獸。
Airazor
香港翻譯為，臺灣翻譯成神鷹，中國大陸則譯為：飞剑勇士/ 飞剑
野獸模式是掃描隼，武器是手槍和手腕內建的機槍
登場時，因為平衡艙降落時候遭到嚴重損毀，導致裡頭的生命體火種也危在旦夕，雖然經過犀牛和豹子的努力搶救。不過因為降落處沒有可以匹配的野獸生命體，又再加上蛇鳥的襲擊，使得火種再度陷入危機。不過正好有一隻隼飛過平衡艙，成功獲得匹配，才得以生存下來。由於第一季強大獸陣營中沒有空戰軍力以及遠距偵查，飞剑的出現，提供了這方面很大的幫助。與白虎經常一起行動，朝夕相處日久生情，成為一對戀人。在第二季初期，兩人被沃克人捕獲，直到第三季末，才以虎鷹的姿態重回強大獸。

#### 第二季加入
Silverbolt
- 港譯：
- 臺譯：
- 陸譯：

變形模式：有翅銀狼
和魔蠍一同甦醒的金剛。
剛甦醒時因為對一切都不熟悉，於是加入先發現他與魔蠍的掠奪獸，後來在和強大獸的對決中轉移到強大獸的陣營。
是一個有著中世紀騎士精神的強大獸金剛：高尚、英勇、憐憫、榮譽、公正，追求浪漫愛情。金剛王曾說過：『高尚是你的優點，也是你的致命傷』。
對黑蜘蛛一見鍾情，對她所說的盡是熱情洋溢的讚美詞彙，常常讓大灰鼠噁心的掉了一地雞皮疙瘩。
翅膀不僅能飛行，也能將羽毛射出當作武器。

#### 第三季加入
Blackarachnia
- 港譯：黑蜘蛛
- 臺譯：
- 陸譯：

野獸模式：黑寡婦蜘蛛
本是亞克薩隆（Axalon）號上的平衡艙裡的原生體，被掠奪獸搶奪後、並由狼蛛竄改，成為掠奪獸的一員。也是唯一個貫穿全劇的女性角色。
在恐龍王企圖消滅柯博文時，黑蜘蛛醒悟到自己原來就是強大獸的原生體，如果柯博文沒了、自己也會隨之消失，選擇背叛恐龍王、修復柯博文，加入了金剛王的陣營。由於過去的交手經驗和百變性格，強大獸們對黑蜘蛛是有所顧慮，大灰鼠更是從不掩飾自己對黑蜘蛛的質疑(恐龍王也對黑蜘蛛忌憚三分)。
黑蜘蛛是一個典型的蛇蠍美人；聰明、冷傲、狡詐、頑強，不為別人，只為自己。戰鬥力高超，在技術和智識上不遜於犀牛。銀閃電是她唯一的剋星和弱點。
Depth Charge
- 港譯：
- 臺譯：
- 陸譯：

野獸模式：魔鬼魚
性格頑固，為了追捕狂飙而來到地球。他是被原生體X（加入掠奪獸後改名為狂飙）破壞的殖民地——歐米克隆（Omicron）上的安全官，也是唯一的倖存者。在最高委員會拒絕消滅原生體X的火種後，他獨自追蹤原生體X的火種信號穿過時間裂縫到達史前地球。魔鬼魚不聽從金剛王的領導，他討厭服從命令，只按照自己的意願行事，只在乎追殺原生體X。但在最後，他融入了團體，並在阻止恐龍王啟動報應號時與魔蟹同歸於盡。
Tigerhawk
- 港譯：
- 臺譯：
- 陸譯：

野獸模式：白虎和神鷹的混合
白虎和飞剑在第二季被沃克捕獲後，沃克因為感覺到時間和空間的連續性出現中斷，於是將兩人身體和火種結合製作成虎鷹以便沃克附體來阻止恐龍王影響時間和空間。
能夠操縱四大元素。
隨著時間推進，虎鷹漸漸脫離沃克的操縱。之後沃克中了紅蜘蛛的圈套，火種被吸了出來。隨後，紅蜘蛛的大意使得他和沃克星人同歸於盡，虎鷹的火種終於回到了自身體内，並重返強大獸的陣營。虎鷹有著強大的能力控制自然的力量，他在戰鬥中是非常勇敢的。最後，他獨自去阻擋報應號，然而報應號畢竟是一艘狂派中最強大的戰艦，以虎鷹的個人力量終究敵不過那樣一艘強大的戰艦，最終光榮的犧牲。

### Predacons - 掠奪獸/掠食金剛
Megatron
- 港譯：
- 臺譯：
- 陸譯：

野獸模式：暴龍；第三季中間成為西洋龍
身高2公尺，是密卡登的後裔，其中在第二季Transmetals化後背後有渦輪引擎，能用以飛行。
原本的名字是加拉瓦爾（Galavar），在搶到了金碟後才改名。
胡蜂(Waspinator)
- 港譯：
- 臺譯：
- 陸譯：

野獸模式：胡蜂
掠奪獸最初的士兵之一。
在初期和蛇鸟一樣都是負責空中戰，但在魔鬼等人加入、恐龍王等人變形金屬化後，定位變得薄弱。
個性單純，也因此經常成為砲灰角色或是被他人耍。
在劇中被拆解過無數次，甚至在第二季中被丟到垃圾壓縮機中。但是每次都能再拼湊回去復活。
第一季「附身」中，曾被天王星的神火附身，此時才展現其實力，被附身的蒼蠅飛行速度快到肉眼跟不上，且戰鬥力甚至能和金剛王持平。
在《百變金剛》最後眾人回去賽博坦時，獨自留了下來並被原始人當神一樣敬拜。
Terrorsaur
- 港譯：
- 臺譯：
- 陸譯：

野獸模式：無齒翼龍
野心勃勃，一直覬覦恐龍王的領袖地位。在第27集中，量子风暴来袭时，因失足坠入岩浆而死。
Inferno
- 港譯：
- 臺譯：
- 陸譯：

野獸模式：紅螞蟻
將恐龍王視為螞蟻的「女王」，雖然對恐龍王忠心耿耿但最後卻犧牲在他的無差別攻擊下。
魔鬼的原生体是強大獸的，但由于狼蛛勇士改换了他的派别标识器，从而使他成为了一个掠奪獸。最初在他的野兽形态转化成功后，他的处理器出现了故障，使得他的逻辑电路出现了混乱，一开始他认为自己是一只单纯的蚂蚁，并且视自己的平衡舱为领地（这个问题直到过了一段时间后才得到部分解决）。他称恐龍王为「女王」（这二字也是他的口头禅），对恐龍王的忠诚已经达到了精神错乱的地步，对恐龍王的命令从来都不假思索、毫无疑问地去执行。他为了恐龍王而战斗，他认为恐龍王是他的主人，被恐龍王视为最忠实的奴仆。
在巨蝎死后，代替他成为了掠奪獸的副司令。
掠奪獸基地被虎鹰摧毁后，为了给恐龍王提供新的基地，与黄蜂、快刀一起袭击了原始人山谷（黄蜂中途退出）。但因原始人学会了制作武器来保护自己，而迟迟不能得手。
Scorponok
- 港譯：
- 臺譯：
- 陸譯：

野獸模式：蠍子
在初期成員中是對恐龍王最為忠心的一個。擅長發明道具。在第27集中，量子风暴来袭时，因失足坠入岩浆而死。
Tarantulas
- 港譯：
- 臺譯：
- 陸譯：

野獸模式：蜘蛛
心懷鬼胎，背著恐龍王暗中進行著某些計畫。是掠奪獸大委员会的秘密警察（警衔为中尉），他被分配到恐龍王的小队中监视恐龍王的行动。后来，在量子风暴的冲击下，他被重新编程而成为了金属变体。他总是很小心地隐藏在幕后，他的秘密警察的身份直到机器狗来逮捕恐龍王的时候才被揭露。最后，強大獸与附在虎鹰身上的沃克星人同归于尽。在他遗留下的实验室里，恐龍王找到了通向报应号的秘密通道。

#### 第二季加入
Quickstrike
- 港譯：
- 臺譯：
- 陸譯：

野獸模式：尾巴眼镜蛇的蠍子
快刀原本是強大獸的原生体，但由于他的平衡舱受到破坏，他的程序也因此受到破坏，使得他的個性特別好戰。期间与狼蛛合作，想要置恐龍王于死地。计划失败后，被狂飙和二代恐龙抓住，正要被处死时，基地遭到了虎鹰的袭击，从而躲过一劫。掠奪獸基地被虎鹰摧毁后，为了给恐龍王提供新的基地，与黄蜂、快刀一起袭击了原始人山谷（黄蜂中途退出）。但因原始人学会了制作武器来保护自己，而迟迟不能得手。
Protoform X / Rampage
- 港譯：
- 臺譯：
- 陸譯：

野獸模式：螃蟹（運輸模式為坦克）
是在強大獸的一次为了创造出能像天王星的神火那样不灭的神火的实验中被制造出来的原生體。強大獸们似乎成功了，然而，Protoform X的火种却是邪恶的。他摧毁了強大獸的奥密克戎殖民地，而当地的安全官员急先锋幸免于难，从此开始了追杀Protoform X的生涯。后来，艾斯的神火被恐龍王从体内分离出一半並挾持而被迫服從於恐龍王。
Ravage(Transformers)#Beast Wars
- 港譯：
- 臺譯：
- 陸譯：

野獸模式：無
機器狗是掠奪獸評議會的代理。他曾是狂派的一員，在狂派被博派打敗後，他得到特赦，並且改變了自己的程序，成為了一名掠奪獸。

## 用語
方舟/方舟/Ark
數百萬年前，為尋找替代能源、而降落在史前地球上的遠古博派的飛船。
亞克薩隆號/亞克薩隆號/Axalon
賽博坦星球的星際科學考察艦隊之一，金剛王和強大獸組員的飛船。除了科學考察，亞克薩隆號還有一項秘密任務：找一個地方處置原生體X。在恐龍王偷走金盤後，因為亞克薩隆號是唯一一艘能鎖定黑暗星艦(Dark Side)偏轉信號的飛船，
故而臨危受命前去追捕並引起激烈交戰。最後，損壞不輕的亞克薩隆號被迫停降在史前地球上。金剛王和組員將亞克薩隆號當成基地，利用飛船上的武器設施、低溫再生室和電腦設，和恐龍王備展開了「野獸大戰」。
再生室/低溫再生室/CR Chamber (Cryogenic Regeneration Chamber)
擁有各式零件、手術器械、焊接設備、奈米混合基數和雷射光源，用來修復和再生金剛體的損傷。
賽博坦星球、基地，還是飛艦，都設有再生室。但是再生室的能耐依舊有限，毀損過大和修復整個肢體是無法修復的。
也被稱為再生艙(Restoration Chamber)。
黑暗星艦/黑暗星艦/Dark Side
恐龍王和手下盜走金盤後所掠奪的一艘軍事戰艦。結構精良、靈活機動、巨型雷射光加農砲武器設備，是著名的星艦殺手。後來被虎鷹消滅。
鎖定晶片/鎖定芯片/Locking Chip
變形金剛的重要組件，有保護關閉的靜態鎖定和防止吸收過多能量燒毀的功能。沒有了鎖定芯片，變形金剛容易因為過多的能量導致全身系統毀損甚至喪命。進入維護模式才可以移除鎖定芯片。尚未格式化的原生體本身沒有鎖定芯片，必須依賴平衡艙的鎖定芯片。
原生體/原型體/Protoform
賽博坦星人的雛型，也是每一個變形金剛的最基本形態。結合奈米技術和流動的活金屬體，可以鑄造成機器與有機器官的交換形態；原生體一旦被製作出來，就會有一顆神火在內。
神火/火種/Spark
賽博坦星球對「靈魂」的稱呼。每一個強大獸、每一個掠奪獸，都擁有一顆屬於自己獨一無二的神火。除了擁有的智識技能，神火也包含了七情六慾，也可以說是「心」的化身。本作是變形金剛作品中首次提及「火種」的概念。
平衡艙/滯留艙/Stasis Pod
令原生體轉化成完全獨立個體的變形金剛的關鍵設備。
除了原生體和神火，每一個平衡艙都附有鎖定芯片、DNA掃描儀器和激活程式。
軍事艦隊和科研艦隊的必備品。
時間單位/時間單位/Time Units
賽博坦星人獨有的時間單位。以下單位為經過換算，所相應的換算地球時間單位。表格如下：
| 名稱     | 原文          | 對應時間                                                         |
| -------- | ------------- | ---------------------------------------------------------------- |
| 星秒     | Astro-second  | 為1/1000賽博坦分，等於地球的0.498秒                              |
| 星分     | Astro-minute  | 為60星秒，賽博坦程式計算單位，可能是地球的幾分鐘，或是幾個小時。 |
| 賽博坦分 | Breem         | 等於地球的8.3分。                                                |
| 賽博坦日 | Orn           | 賽博坦太陽日，等於陰曆。                                         |
| 賽博坦年 | Vorn          | 等於地球的83年。                                                 |
| 納秒     | Nano-click    | 等於地球的1秒。                                                  |
| 週期     | Cycle         | 等於地球的1分鐘。                                                |
| 大週期   | Mega-Cycle    | 等於地球的1小時。                                                |
| 太陽週期 | Solar-Cycle   | 等於地球的1天。                                                  |
| 月亮週期 | Deca-Cycle    | 等於地球的30天。                                                 |
| 恆星周期 | Steller-Cycle | 等於地球的1年。                                                  |
| 更替周期 | Meta-Cycle    | 等於地球500年。                                                  |

## 註記
- 負責音響監督和在過去負責變形金剛G1卡通中女性變形金剛雅希（Arcee）配音的蘇珊‧布魯（英语：Susan Blu），本次也於第二季第10集中為客串角色Transmutate配音。
- 金剛王曾經在《超級百變金剛》的電影版中客串。根據設定的解說，金剛王在第一季第26集的爆炸中，瞬間被爆炸的衝擊彈到了未來的世界。
- 《百變金剛》與《超級百變金剛》動畫版的關係並沒有詳述，但是《百變金剛》與《超級百變金剛》漫畫版的關係則是互為平行世界。

1. ↑  Erik Burnham. . #1. 由Josh Burcham 作畫、由Jake M. Wood填字. IDW Publishing. 2021. ISBN 1684058589 （英语）.